# Akure
Akure város Nigériában, Ondo szövetségi állam székhelye.
Lakossága kb. 560 ezer fő volt 2015-ben melynek nagy része a joruba törzshöz tartozik.
Egyetemi város és kereskedelmi központ (pálmaolaj, kakaó, manióka, kukorica, dohány, jamgyökér, faáru stb.)
Repülőterét gyorsforgalmi út köti össze Ibadannal és Lagosszal.

## Nevezetes szülöttei
- Folashade Abugan, sportoló
- Samuel Oluyemi Falae, politikus
- Kole Omotoso, író

## Fordítás
Ez a szócikk részben vagy egészben  az   Akure című német Wikipédia-szócikk fordításán alapul.  Az eredeti cikk szerkesztőit annak laptörténete sorolja fel. Ez a jelzés csupán a megfogalmazás eredetét és a szerzői jogokat jelzi, nem szolgál a cikkben szereplő információk forrásmegjelöléseként.